# Aéroport municipale de Hearst (René Fontaine)
Aéroport municipale de Hearst (René Fontaine) (engelska: Hearst (René Fontaine) Municipal Airport) är en flygplats i Kanada.   Den ligger i Cochrane District och provinsen Ontario, i den sydöstra delen av landet, 700 km nordväst om huvudstaden Ottawa. Aéroport municipale de Hearst (René Fontaine) ligger 249 meter över havet.